# Yanick Moreira
Yanick Pires Moreira (Luanda, Angola, 31 de julio de 1991) es un baloncestista angoleño que pertenece a la plantilla del Petro de Luanda de la Liga de Angola. Mide 2.11 m y su posición en la cancha es la de pívot.

## Trayectoria deportiva
Su primer conjunto fue el Primeiro de Agosto, de la liga angoleña. Después estuvo en Estados Unidos disputando las ligas de Instituto y la Universitaria con los South Plains College (2011-2013) y con los SMU Mustangs (2013-2015), respectivamente.
Moreira es un interior atlético que a pesar de no ser drafteado, estuvo a punto estuvo de hacerse un hueco en la NBA y conseguir un contrato con los Brooklyn Nets, tras disputar la Summer League de la NBA con Los Angeles Clippers. Solo una inoportuna lesión lo impidió. En 2015, se estrenó en el basket europeo esta temporada en el Rouen galo. Su experiencia solo duró cuatro partidos, firmando 11.4 puntos y 4.8 rebotes por encuentro.
Tras finalizar su contrato con el club francés decidió volver a Angola para finalizar la temporada en el Atlético Petros de Luanda, pero un problema administrativo con las vacantes impidieron inicialmente la inscripción del pívot.
En abril de 2016, firma un contrato el UCAM Murcia Club Baloncesto para reforzar su juego interior tras la lesión de Vítor Faverani.
Después de la experiencia en Murcia, regresa a Estados Unidos para jugar en las filas de los Raptors 905 en la NBA D-League.
En la temporada siguiente, regresa a Europa para jugar en Rusia en las filas del BC Parma de la Superliga de baloncesto de Rusia.
En 2018, llega a Grecia para jugar en el PAOK Salónica BC de la A1 Ethniki.
En 2019, firma por la Virtus Bolonia.
En la temporada 2019-2020, se compromete con el Peristeri BC de la A1 Ethniki.
En la temporada 2020-2021, firma por el AEK B.C. de la A1 Ethniki.
El 28 de julio de 2021, regresa al Peristeri BC de la A1 Ethniki griega.
[actualizar]

## Selección de baloncesto de Angola
Moreira representó a su país internacionalmente tanto a nivel juvenil como a nivel absoluto.
Disputó el Campeonato Africano de Baloncesto Sub-18 de 2008 y el Campeonato Mundial de Baloncesto Sub-19 de 2009.
A nivel absoluto estuvo presente en la Copa Mundial de Baloncesto de 2014 en España y en la Copa Mundial de Baloncesto de 2019 en China.
Participó también de tres ediciones del Afrobasket (2015, 2017 y 2021) y del Torneo Preolímpico FIBA 2020.